# 馬拉若島
0°58′54.06″S 49°35′05.68″W / 0.9816833°S 49.5849111°W

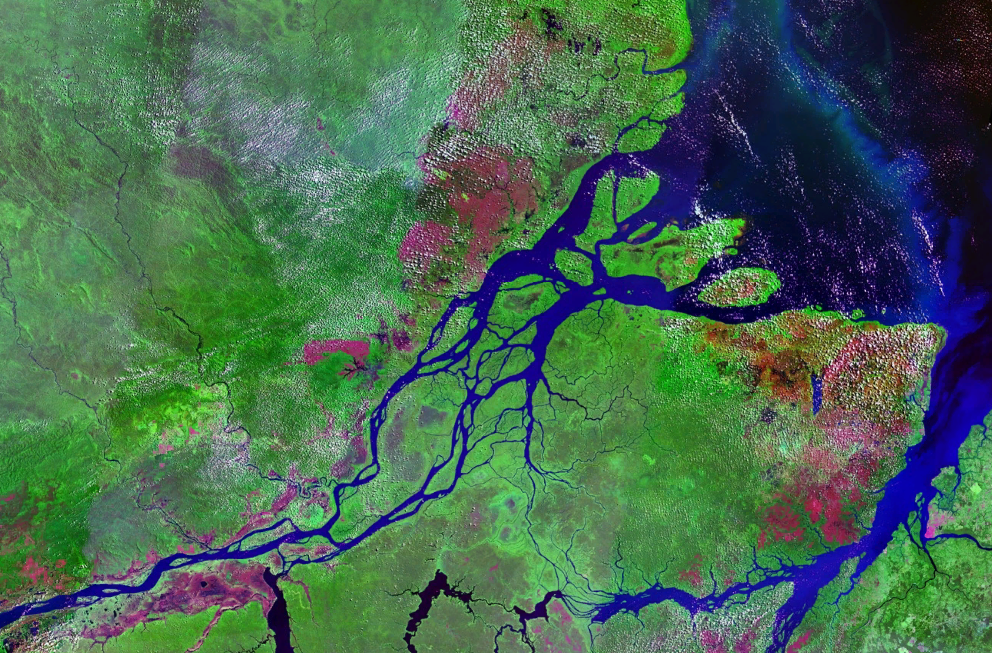
馬拉若島空照圖

馬拉若島（葡萄牙語：Ilha de Marajó），位於南美洲巴西的亞馬遜河河口，是世界上最大的完全被淡水包圍的島，面積達40,100平方公里（約15,500平方英哩），島上有居民常住，雖然馬拉若島東北沿岸面對大西洋，但由於亞馬遜河的巨大淡水流量，使得該島離岸邊一定距離內的海水不含鹽份，島南部有貝倫市，本身也被一條亞馬遜河的支流帕拉河穿過。
在1918年至1919年的西班牙流感爆發期間，馬拉若島是全球主要住人的地區中唯一沒有發現該病案例的地方。